# Прейгерзон Григорій Ізраїлевич
Цві-Гірш (Григорій Миколайович) Прейгерзон (псевдонім — А. Цфоні; 1900, Шепетівка Волинської губернії — 1969, Москва; прах похований в киббуці Шфаім, Ізраїль) — єврейський письменник, що писав на івриті. Відомий також як великий фахівець в галузі збагачення вугілля, автор підручників, монографій та винаходів, доцент Московського державного гірничого інституту.
Творчість на івриті займала чільне місце в його житті. Видання книг на івриті було заборонено радянською владою, і Прейгерзон змушений був приховувати свою літературну діяльність. У 1949 р. він був заарештований і 6 років провів у таборах. З 1960-х років твори Прейгерзона друкувалися в Ізраїлі, велика частина опублікована вже після його смерті.

## Біографія

### Дитинство і юність
Цві-Гірш (або Герш) Прейгерзон народився в містечку Шепетівка Волинської губернії. Батько — Ізраїль Прейгерзон (1872—1922) — уродженець містечка Красилів, мав невелику ткацьку справу. Мати — Рахіль (Раїса), до шлюбу Гальперіна (1872—1936), також з Красилова, походила з роду відомого рабина Дова-Бера Карасика. Батьки дали Цві-Гіршу традиційну релігійну освіту. В родині шанували єврейську культуру і вдома говорили мовами їдиш та іврит. Змалку Цві-Гірш проявив особливу обдарованість, почав писати вірші й оповідання на івриті. Батько надіслав зошити сина Хаїму-Нахману Бялику, який визнав здібності хлопчика і порадив дати йому гарну освіту на івриті. 1913 року батьки відправили Цві-Гірша в Палестину до гімназії «Герцлія». Повернувшись влітку 1914 року на канікули, він через початок Першої світової війни не зміг знову виїхати з Російської імперії, але рік, проведений у «Герцлії», здійснив сильний вплив на його долю. У 15 років він навчився читати російською, вступив до Одеської гімназії, навчався також грі на скрипці, вечорами відвідував єшиву (хоча до 16 років відійшов від релігії), навчався у рабина Хаїма Черновіца, Бялика, Йосипа Клаузнера. В цей період в Одесі остаточно визначилося літературне покликання Прейгерзона.
Після Жовтневої революції російські більшовики заборонили іврит. Тому літературна творчість на івриті стала небезпечним заняттям. Прейгерзон зіткнувся з серйозною проблемою: з одного боку, він мріяв повернутися до Ерец-Ісраель, а з іншого боку, хотів здобути вищу освіту, що стало на той час, нарешті, можливим для євреїв. Він вирішив закінчити університет, здобути спеціальність і після цього виїхати з країни. Але через декілька років від'їзд за кордон з СРСР став неможливий.

### Творчість 1920-1930-х років
Після недовгого перебування в Червоній Армії в 1920 р. Прейгерзон вступив до Московської гірничої академії і з плином років став одним з провідних фахівців в СРСР зі збагаченню вугілля. Разом з тим, він продовжував писати на івриті. З 1927 по 1934 р. Прейгерзон друкував оповідання та вірші в івритських журналах і збірниках в Ерец-Ісраель та інших країнах: «Ха-Ткуфа», «Ха-Олам», «Ха-Доар» тощо.
В цей період був створений цикл оповідань «Подорожі Веніаміна Четвертого» (за аналогією з «Подорожами Веніаміна Третього» Менделе Мойхер-Сфоріма).
В цих оповіданнях відображені його враження про подорож містами й містечками колишньої російської смуги осілості. Герої описані з великою теплотою, м'яким гумором і любов'ю — ті, хто опинився після революції у важкій ситуації руйнування релігійно-національних традицій. В оповіданні «Машиах Бен-Давид», що вийшло у 1934 році, Прейгерзон писав: «Сьогодні мало хто пам'ятає, як в нашій країні одне за одним зникали єврейські містечка, наче їх і не було! Ті євреї, яким вдалося врятуватися під час погромів, були зметені з лиця землі іншого бурею. Марш п'ятирічок крокував вулицями мого дитинства з будинку в будинок…».
З початком Великого терору в Радянському Союзі (1934 р. — вбивство Кірова) контакти із закордонними країнами стали смертельно небезпечними. Прейгерзон змушений був припинити надсилати оповідання за кордон, але продовжував писати «у стіл». Останнє оповідання цього періоду «Моє перше коло» було написане в 1936 році.

### Війна і катастрофа в творчості письменника
Прейгерзон знову звернувся до івриту на початку другої світової війни. Відкликаний з народного ополчення, він був направлений Міністерством вугільної промисловості СРСР на роботу до Караганди (Карагандинський вугільний басейн після захоплення німцями Донбасу став одним з основних вугледобувних центрів країни).
Трагедія євреїв під час війни вразила письменника. Він почав писати роман «Бі-ох ха-менора» («Коли згасне лампада»). Дія роману відбувається в українському містечку Гадяч, де жило багато євреїв. На кладовищі містечка похований основоположник ХаБаДа, раббі Шнеур Залман із Ляд, на могилі якого підтримується Вічний вогонь, що не гасне вже понад сто років. Коли під час окупації німцями та місцевими поліцаями були знищені євреї містечка, згас і світильник. Наприкінці роману звучить тема Сіону — країни, де євреї можуть бути вільні і незалежні. Прейгерзон писав свій роман ночами, потай навіть від членів родини. Надалі автор повертався до роману знов і знов, останні сторінки написані в 1962 році. Він був надрукований в Ізраїлі ще за життя автора — у 1966 р. під назвою «Вічний вогонь», під псевдонімом А. Цфоні («Північний»).
З 1945 по 1948 рік Прейгерзон продовжував писати оповідання, основна тема яких — війна і катастрофа. У творчості цього періоду відчувається поворот автора до єврейської релігійної традиції, від якої він відійшов у юності. В оповіданні «Шаддай» (1945) про порятунок українською жінкою єврейської дівчинки особлива роль належить талісману рабі Іцхака Лурія, який жив у Цфаті за чотириста років до того. Цей медальйон в родині Лурія переходив з покоління в покоління. В ньому був «пергамент, на якому рукою великого каббаліста було написано слово „Шаддай“… в середині головної букви сяяла точка, як знак вищого світу…» В оповіданні «Ха-ністар» («Розкаяний грішник», 1946) Прейгерзон пише про євреїв, які стали інженерами та лікарями, які після спіткавших їх під час війни нещасть повернулися до віри батьків: «Крадуться в синагогу так бочком непомітно — зовсім як іспанські марани». За радянської влади відвідування синагоги було далеко не безпечним. Автор ототожнює себе з одним з таких відвідувачів синагоги.

### Арешт (1949—1955) і творчість 1960-х років
1 березня 1949 року Григорій Прейгерзон був заарештований слідом за арештами його друзів — соратників по івриту: Цві Плоткіна (івритський письменник Моше Хєг, 1895—1968) і Меїра Баазова (1915—1970). Прейгерзон був засуджений до десяти років таборів як учасник антирадянської націоналістичної групи. Арешти були спровоковані їх знайомим, який називав себе Олександром Гордоном.
Прейгерзон відбував покарання в таборах Караганди, Інти, Абези, Воркути. У Воркуті його використовували на роботах за спеціальністю. До кінця перебування він керував науково-дослідною лабораторією зі збагачення вугілля. Наприкінці 1955 р. він був реабілітований.
У таборах Прейгерзон навчав молодих євреїв івриту та єврейській історії. Його «учень» Меїр Гельфонд, в майбутньому лікар, став засновником одного з перших ульпанах у Москві в 1960-ті роки.
Після повернення до Москви, Прейгерзон написав «Йоман зіхронот 1949—1955» («Щоденник спогадів») — документальні розповіді про людей, яких зустрів під час перебування в таборах. Перед нами проходять сотні доль. То був час, коли після вбивства Міхоелса в 1948 р. найвидатніші діячі єврейської культури були знищені або заслані в табори. У таборах Прейгерзон зустрів поетів Самуїла Галкіна, Якова Штейнберга, Йосипа Керлера та інших. «Щоденник спогадів» був опублікований в Ізраїлі в 1976 році у видавництві «Ам овед».
Після повернення з табору Прейгерзон був відновлений на посаді доцента Московського державного гірничого інституту, займався викладацькою і науково-дослідною роботою. Він писав підручники й монографії зі збагачення вугілля, які стали настільними для фахівців гірничої справи. А ночами він писав художні твори на івриті. «Ще у в'язниці я зрозумів, що не залишу івриту, і я вірний цій клятві й понині» («Щоденник спогадів»).
Оповідання «Іврит» (1960), написане від першої особи, багато в чому автобіографічне. Головною «дійовою особою» у ньому є сам іврит, яким говорить в застінках в'язниці ув'язнений. Оповідання «Двадцять сміливців» (1965) розповідає про відродження синагоги пенсіонерами в одному з міст України, всупереч бажанню влади. «А в свято Сімхат-Тора в нашій синагозі з'явилася молодь. Спочатку це були студенти. І нарешті їх прийшло вже стільки, що багато хто залишився стояти у дворі. Молоді люди співали на івриті та ідиші, раділи своєму поверненню до єврейства…» Це відобразило початок масового руху в Ізраїль, свідком якого Прейгерзон став наприкінці свого життя. Обидва ці оповідання були надруковані в Ізраїлі в газеті «Давар» у 1965 та 1966 роках під псевдонімом А. Цфоні. Твори «А. Цфоні» мали успіх у читачів, але лише деякі знали їх справжнього автора. Оповідання «Іврит» було рекомендоване для читання школярами.
Останнім твором Григорія Прейгерзона став роман «Роф'їм» («Лікарі»). Письменник мав намір написати про так звану «справу лікарів», але встиг завершити тільки першу частину роману, яка являє собою цінний історико-літературний матеріал. Ця частина роману була видана в Ізраїлі окремою книгою «Ха-сіпур ше-ло нигмар» («Незакінчена повість») у видавництві «Ха-кіббуц ха-меухад» (1991). Книга містить також кілька віршів Прейгерзона.
Читаючи періодику і книги на івриті, доступні на той час для читання в Ленінській бібліотеці, Прейгерзон постійно працював над своєю мовою, стежив за розвитком івриту в Ізраїлі. У 1960-х роках він переписав ряд своїх ранніх оповідань з урахуванням змін у мові.

## Творчий доробок
Григорій Прейгерзон раптово помер від серцевого нападу 15 березня 1969 року, не дочекавшись здійснення своєї заповітної мрії — репатріації в Ізраїль. Незадовго до смерті він вийшов на пенсію, здав до друку книгу «Збагачення вугілля», прагнучи надалі займатися тільки літературною роботою на івриті. Доля розпорядилася інакше. За заповітом урна з його прахом була надіслана родиною письменника до Ізраїлю і там похована на кладовищі кіббуца Шфаім.
Архів письменника перед його арештом, в 1948 році, в найважкий і небезпечний період переслідувань євреїв, був схований і врятований його дружиною Леєю. Частина творів була переслана до Ізраїлю у 1950-ті роки з великими пересторогами через співробітників ізраїльського посольства в Москві: посла Йосипа Авідара (двоюрідного брата Цві) і секретаря посольства Давида Бартова. За цим вийшли в ізраїльській пресі твори «А. Цфоні». Решта архіву з великими труднощами було перевезено дітьми письменника при репатріації до Ізраїлю у 1970-ті роки.
Ізраїльські письменники і громадськість високо оцінили творчість Цві Прейгерзона. Його творча спадщина знаходиться в Інституті Каца з дослідження літератури на івриті при Тель-Авівському університеті. Професор Хагіт Гальперін підготувала до друку твори Прейгерзона і написала низку статей про нього.
Книга «Хевлей шем» («Тягар імені»), куди увійшла більшість оповідань Прейгерзона, вийшла в Тель-Авіві у видавництві «Ам овед» у 1985 році. Вона супроводжується докладною бібліографією.
Творчості Прейгерзона були присвячені конференції та творчі вечори в Тель-Авіві, Єрусалимі, Беер-Шеві та інших містах, де виступали найбільші письменники Ізраїлю. Ось кілька висловлювань: «Це одне з великих чудес: як можна так добре писати на івриті, перебуваючи так далеко звідси. Прейгерзон любив іврит всім серцем і душею, творив на ньому — і творив його» (Аарон Мегед, виступ в Музеї діаспори, Тель-Авів, 1989).
«У нас було два письменника, два стовпи, що піднімаються над загальним пейзажем, — з одного боку Агнон, з іншого боку — Хазаз. …Між ними бракувало середини, проміжної ланки. Коли Ви читаєте Прейгерзона — як він пише про єврейські містечка, як він пише про революції і про Катастрофу, ви розумієте, що це і є те, чого нам бракувало всі ці роки! — добротної реалістичної прози, не ховається за алегоріями. Загальний його стиль — це реалізм, епічний розмах, безпосередність вираження і мова без маньєризму, і тоді ви помічаєте маньєризм Агнона і маньєризм Хазаза, і душа ваша просто відпочиває, коли ви читаєте реалістичні, ясні й зрозумілі, при всьому багатстві і красі їхньої мови, повідання Прейгерзона. …Мені здається, що вся ізраїльська література після 1920-1930-х років виглядала б інакше, якби Прейгерзон приїхав сюди і писав тут» (Моше Шамір, виступ у Будинку Письменника, Тель-Авів, 1993).
«Якщо б не Цві Прейгерзон і подібні йому, що зберігали „тліючі жарини“ івриту в СРСР, у жорстоких умовах підпілля, в умовах гонінь на іврит, — якби ця іскра не збереглася і не перейшла до наступного покоління, то невідомо, чи виникло б явище, яке ми зараз називаємо єврейським відродженням в Радянському Союзі» (проф. Міхаель Занд, виступ в Музеї діаспори, 1989).
У 1999 р. був надрукуваний збірник оповідань Ц.Прейгерзона «Тягар імені» в перекладі російською мовою Лілі Баазової (вид. Лімбус-Прес, Санкт-Петербург). У 2005 р. вийшов російською мовою «Щоденник спогадів колишнього табірника (1949—1955)» в перекладі Ізраїля Мінця (Москва, «Повернення» — Єрусалим, «Філобіблон»).
У російськомовній пресі (у Росії, Ізраїлі, США) з'явилася велика кількість статей, досліджень, відгуків, рецензій на твори Прейгерзона (Лея Алон, 1991; Авраам Бєлов (Елінсон), 1998; Аркадій Мазін, 1999; Аркадій Красильщиков, 1999; Олександр Білоусов,1999; Михайло Синельников, 1999; Олександр Любинський, 2000; Шуламит Шаліт, 2004 та ін.) У 2002 році в Москві в Єврейському культурному центрі на Нікітській відбулося урочисте засідання, присвячене Прейгерзону.
У 2008 році муніципалітет Тель-Авіва присвоїв ім'я Цві Прейгерзона одній з вулиць міста.
У 2015 році в Єрусалимі російською мовою вийшла книга Ніни Липовецької-Прейгерзон «Мій батько Цві Прейгерзон».

## Родина
- Дружина — Лія Прейгерзон, уроджена Зейгерман (1903—1986).
  - Аталія Прейгерзон (1928—2015), лікар.
  - Ніна Липовецька-Прейгерзон (нар.. 1930), лікар.
  - Веніамін Прейгерзон (1937—2012), інженер.

## Список творів
Художня література
На івриті:
- «Еш ха-тамид» («Вічний вогонь»): Роман. — Тель-Авів: Вид-во «Ам овед» , 1966. — 404 с. (Виданий під псевдонімом А.Цфоні).
- «Йоман зихронот, 1949—1955» («Щоденник спогадів 1949—1955»). — Тель-Авів: Вид-во «Ам овед», 1976, 260 с.
- 2-е видання «Щоденника спогадів»: «Махасегер: йоман зихронот ме-ха-маасар бе-Брит ха-Моацот», під ред. Хагит Гальперін і Рахелі Стапек. — Тель-Авів: «Сифрият поалим», «Ха-киббуц ха-меухад», Тель-Авівський університет, 2012.
- «Хевлей шем» («Тягар імені»): Зб. оповідань. — Тель-Авів: Вид-во «Ам овед», 1985, 314 с.
- «Ха-сипур ше-ло нигмар» («Незакінчена повість»): 1-я частина незакінченого роману «Роф'їм» («Лікарі»); вірші, уривки зі щоденників. — Тель-Авів: Вид-во «Ха-киббуц ха-меухад», 1991, 222 с.
- Тягар імені: Розповіді (переклад Лілі Баазовой). — Санкт-Петербург: Изд-во «Лімбус-Прес», 1999, 223 с.
- Щоденник спогадів колишнього табірники 1949—1955 (переклад Ісраеля Мінця). — Москва—Єрусалим: Вид-во «Повернення» — «Филобиблон», 2005, 304 с.
- Незакінчена повість (переклад Веніаміна Прейгерзона). — Єрусалим: «Филобиблон», 2011, 278 с. (Переклад здобув премію Юрія Нагибіна.)
- Коли згасне лампада (роман, переклад Алекса Тарна). — М.: «Книжники», 2014.

Книги за фахом
- «Домішки у вугіллі і способи їх видалення». — М.: «Гориздат», 1932.
- «Опробування корисних копалин». — М.: «Гірничо-геолого-нафтове вид-во», 1933.
- «Загальний курс збагачення вугілля» (стеклографическое видання). — Л.: ОНТИ, 1933-34.
- «Загальний курс збагачення вугілля». — Москва—Грозний—Ленінград—Новосибірськ: «Горгеонефтиздат», 1934, 312 с.
- Левенсон Л. Б., Прейгерзон Р. В. Дроблення і грохочення корисних копалин : Затв. ГУУЗ Нар. ком. вугільної пром. в якості підручника для гірських втузів. — М.—Л.: Гостоптехиздат, 1940. — 772 с.
- «Збагачення вугілля (загальний курс)». — Москва—Ленинград: «Державне науково-технічне видавництво нафтової і гірничо-паливної літератури», 1941, 407 с. З початку війни книга не була випущена.
- «Збагачення вугілля» — підручник для гірничих Вузів. — Москва—Ленинград: «Углетехиздат», 1948, 495 с.
- «Основи збагачення вугілля» — підручник для гірських технікумів. — М.: «Углетехиздат Западугля», 1948, 191 с.
- «Збагачення вугілля». — М: Изд-во «Надра», 1964, 540 с.
- «Збагачення вугілля». — М: Изд-во «Надра», 1969, 471 с. Книга вийшла в світ після смерті автора.